# Пак Гым Сен
Пак Гым Сен (1925 год, село Хакфонда, Посьетский район, Приморский край, РСФСР, СССР — дата и место смерти не известны) — колхозница, Герой Социалистического Труда (1948).

## Биография
Родилась в 1925 году в Хакфонда Посьетского района Приморского края. После депортации корейцев с Дальнего Востока была на спецпоселении в Талды-Курганской области Казахской ССР. С 1942 года начала свою трудовую деятельность в сельскохозяйственной артели имени МОПРа Каратальского района Талды-Курганской области. В 1944 году стала звеньевой по выращиванию пшеницы.
В 1946 году звено, руководимое Пак Гым Сен, собрало по 15 центнеров пшеницы со 100 гектаров при плане 10 центнеров с гектара. В 1947 году звено Пак Гым Сен собрало по 18 центнеров пшеницы с 87 гектаров и по 30,6 центнеров с 13 гектаров, за что она была удостоена звания Героя Социалистического Труда.

## Награды
- Медаль «За победу над Германией в Великой Отечественной войне 1941—1945 гг.» (1945);
- Герой Социалистического Труда — Указом Президиума Верховного Совета от 28 марта 1948 года.
- Орден Ленина (1948).

## Источник
- Герои Социалистического труда по полеводству Казахской ССР. Алма-Ата. 1950. 412 стр